# Séries de divisions de la Ligue américaine de baseball 2010

Hymnes nationaux au Rangers Ballpark avant le quatrième match de la Série de division entre les Rangers du Texas et les Rays de Tampa Bay.

Les Séries de divisions de la Ligue américaine de baseball 2010 étaient deux séries éliminatoires de première ronde dans les Ligues majeures de baseball. Elles ont précédé la Série de championnat de la Ligue américaine et la Série mondiale 2010. 
Les Séries de divisions sont constituées de deux séries trois de cinq, opposant les champions des trois divisions de la Ligue américaine de baseball en 2010 ainsi qu'une équipe qualifiée comme meilleure deuxième. 
En 2010, cette ronde éliminatoire débute le mercredi 6 octobre et se termine le mardi 12 octobre. Les Yankees de New York et les Rangers du Texas se sont qualifiés pour la Série de championnat.

## Rays de Tampa Bay vs. Rangers du Texas

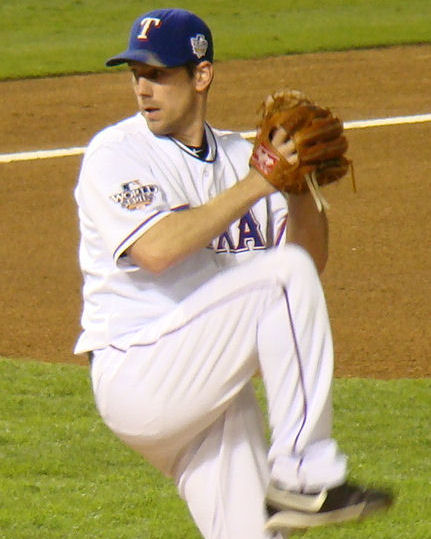
Cliff Lee gagne deux parties pour les Rangers du Texas en Série de divisions contre les Rays.

Les Rays de Tampa Bay sont qualifiés comme champions de la division Est, un titre qu'ils ont décroché au 162e et dernier match de la saison régulière. Avec 96 victoires et 66 défaites, les Rays ont devancé les Yankees de New York par une seule partie et n'ont gagné qu'un match de moins que lors de leur meilleure saison, en 2008. Avec ce deuxième titre de section, les Rays participent d'ailleurs aux séries éliminatoires pour la seconde fois de leur histoire et retournent en matchs d'après-saison pour la première fois depuis leur titre de la Ligue américaine en 2008. Ils détiennent l'avantage du terrain pour les deux premières rondes des séries, peu importe leurs adversaires.
Après une seconde place l'année précédente, les Rangers du Texas ont décroché en 2010 leur quatrième championnat de la division Ouest de la Ligue américaine, terminant avec 90 victoires contre 72 défaites et une confortable avance de neuf parties sur le club de seconde place, les A's d'Oakland. Pour les Rangers, il s'agit d'une première participation aux éliminatoires depuis leur dernier titre de section, en 1999. À l'ouverture de cette série, Texas n'avait jamais remporté une série éliminatoire.
Tampa Bay a remporté quatre des six affrontements entre les deux clubs en saison régulière 2010. Il s'agit de la première fois que leurs chemins se croisent en éliminatoires.

### Calendrier des rencontres
| Match | Date       | Visiteur          | Hôte              | Score |
| ----- | ---------- | ----------------- | ----------------- | ----- |
| 1     | 6 octobre  | Rangers du Texas  | Rays de Tampa Bay | 5 - 1 |
| 2     | 7 octobre  | Rangers du Texas  | Rays de Tampa Bay | 6 - 0 |
| 3     | 9 octobre  | Rays de Tampa Bay | Rangers du Texas  | 6 - 3 |
| 4     | 10 octobre | Rays de Tampa Bay | Rangers du Texas  | 5 - 2 |
| 5     | 12 octobre | Rangers du Texas  | Rays de Tampa Bay | 5 - 1 |

### Match 1
Mercredi 6 octobre 2010 au Tropicana Field, St. Petersburg, Floride.
| Rangers du Texas | 0 | 2 | 1 | 1 | 1 | 0 | 0 | 0 | 0 | 5 | 10 | 1 |
| Rays de Tampa Bay | 0 | 0 | 0 | 0 | 0 | 0 | 1 | 0 | 0 | 1 | 6  | 2 |
| Lanceurs partants : TEX : Cliff Lee TB : David Price Vic. : Cliff Lee (1-0) Déf. : David Price (0-1) HRs : TEX : Nelson Cruz (1), Bengie Molina (1) TB : Ben Zobrist (1) |   |   |   |   |   |   |   |   |   |   |    |   |

Le partant des Rangers, Cliff Lee, débute mal la rencontre en permettant aux Rays de remplir les buts, mais ceux-ci ne marquent pas. Lee lance sept manches, n'accordant que cinq coups sûrs à Tampa Bay, dont le circuit en solo de Ben Zobrist pour l'unique point des champions de la division Est. Nelson Cruz et Bengie Molina bouclent le circuit dans ce gain de 5-1 des Rangers, qui prennent les devants 1-0 dans la série avec cette deuxième victoire seulement en éliminatoires dans l'histoire de la franchise. C'est aussi leur premier triomphe en matchs d'après-saison depuis 1996.

### Match 2
Jeudi 7 octobre 2010 au Tropicana Field, St. Petersburg, Floride.
| Rangers du Texas | 0 | 0 | 1 | 1 | 4 | 0 | 0 | 0 | 0 | 6 | 9 | 1 |
| Rays de Tampa Bay | 0 | 0 | 0 | 0 | 0 | 0 | 0 | 0 | 0 | 0 | 2 | 1 |
| Lanceurs partants : TEX : C. J. Wilson TB : James Shields Vic. : C. J. Wilson (1-0) Déf. : James Shields (0-1) HRs : TEX : Ian Kinsler (1), Michael Young (1) |   |   |   |   |   |   |   |   |   |   |   |   |

Limités à deux coups surs par le lanceur partant des Rangers, C. J. Wilson, les Rays encaissent une deuxième défaite de suite à domicile, cette fois par blanchissage, 6-0. Michael Young frappe contre le lanceur perdant James Shields un circuit de trois points en cinquième manche pour Texas. Juste avant le circuit, les arbitres avaient jugé que Young avait réussi à retenir son élan sur ce qui aurait pu être une troisième prise. Le gérant des Rays, Joe Maddon, s'emporte contre cette décision et est expulsé de la partie par l'officiel au marbre, Jim Wolf.

### Match 3
Samedi 9 octobre 2010 au Rangers Ballpark, Arlington, Texas.
| Rays de Tampa Bay | 0 | 0 | 0 | 0 | 0 | 1 | 0 | 2 | 3 | 6 | 11 | 0 |
| Rangers du Texas | 0 | 0 | 1 | 0 | 0 | 0 | 1 | 0 | 1 | 3 | 6  | 0 |
| Lanceurs partants : TB : Matt Garza TEX : Colby Lewis Vic. : Joaquin Benoit (1-0) Déf. : Darren Oliver (0-1) HRs : TB : Carl Crawford (1), Carlos Peña (1) TEX : Ian Kinsler (2), Nelson Cruz (2) |   |   |   |   |   |   |   |   |   |   |    |   |

Un simple de John Jaso en huitième manche permet aux Rays de prendre les devants dans un match pour la première fois depuis le début de la série. Carl Crawford et Carlos Peña ajoutent des circuits en début de neuvième pour porter à 6-2 l'avance de Tampa Bay. Malgré une tentative de remontée à leur tour au bâton, les Rangers s'avouent vaincus, 6-3, et les Rays évitent l'élimination.

### Match 4
Dimanche 10 octobre 2010 au Rangers Ballpark, Arlington, Texas.
| Rays de Tampa Bay | 0 | 1 | 0 | 2 | 2 | 0 | 0 | 0 | 0 | 5 | 12 | 0 |
| Rangers du Texas | 0 | 0 | 0 | 0 | 0 | 2 | 0 | 0 | 0 | 2 | 8  | 2 |
| Lanceurs partants : TB : Wade Davis TEX : Tommy Hunter Vic. : Wade Davis (1-0) Déf. : Tommy Hunter (0-1) Sauv. : Rafael Soriano (1) HRs : TB : Evan Longoria (1) TEX : Nelson Cruz (3) |   |   |   |   |   |   |   |   |   |   |    |   |

Déclassés dans les deux premiers matchs joués à domicile, les Rays ajoutent une seconde victoire consécutive à Arlington, créant l'égalité dans la série et forçant la présentation d'un match ultime en Floride. Evan Longoria mène l'attaque des champions de la division Est avec trois coups sûrs en quatre, dont un circuit de deux points.

### Match 5
Mardi 12 octobre 2010 au Tropicana Field, St. Petersburg, Floride.
| Rangers du Texas | 1 | 0 | 0 | 1 | 0 | 1 | 0 | 0 | 2 | 5 | 11 | 1 |
| Rays de Tampa Bay | 0 | 0 | 1 | 0 | 0 | 0 | 0 | 0 | 0 | 1 | 6  | 2 |
| Lanceurs partants : TEX : Cliff Lee TB : David Price Vic. : Cliff Lee (2-0) Déf. : David Price (0-2) HRs : TEX : Ian Kinsler (3) |   |   |   |   |   |   |   |   |   |   |    |   |

Agressifs autour des sentiers, les Rangers marquent deux points importants lorsque Vladimir Guerrero et Elvis Andrus avancent jusqu'au marbre sur des coups sûrs à l'avant-champ. Texas s'accroche à une avance de 3-1, puis Ian Kinsler claque un circuit de deux points en début de neuvième manche. Cliff Lee est de nouveau intraitable et lance un match complet, n'accordant qu'un point sur six coups sûrs et retirant 11 frappeurs sur des prises. Il s'agit de sa deuxième victoire de la série. Pour la première fois dans leur histoire, les Rangers du Texas remportent une série éliminatoire et accèdent à la Série de championnat.

## Twins du Minnesota vs. Yankees de New York
Les Twins du Minnesota ont célébré leur saison inaugurale dans leur nouveau stade, Target Field, en décrochant un second championnat de division consécutif dans la section Centrale de la Ligue américaine. Alors qu'ils avaient dû remporter un match-suicide contre les Tigers de Detroit après un spectaculaire ralliement de fin de saison en 2009, les Twins furent au contraire les premiers à assurer en 2010 leur place en éliminatoires, célébrant le titre dès le 21 septembre. 
Avec 94 victoires contre 68 revers, Minnesota a devancé Chicago par six parties dans la Centrale. Les Twins présentent la 3e meilleure fiche de l'Américaine et ont l'avantage de débuter cette Série de division à domicile puisque les Yankees, qui comptent pourtant une victoire de plus, se sont qualifiés que comme meilleurs deuxièmes et non comme premiers de division. Minnesota est privé pour les éliminatoires du joueur de premier but étoile Justin Morneau, absent depuis juillet à cause d'une commotion cérébrale.
Les Yankees de New York ont pris la seconde place de la section Est avec une fiche de 95-67, un gain de moins que les Rays de Tampa Bay. L'équipe de Joe Girardi entreprend la défense de son titre de championne de la Série mondiale 2009. Malgré le troisième meilleur dossier de toutes les majeures (après Tampa et Philadelphie), elle ne possédera l'avantage du terrain en aucun cas durant ces séries, même si elle atteint à nouveau la grande finale.
En saison régulière 2010, les Yankees ont gagné 5 des 7 parties jouées contre les Twins. Ces clubs s'affrontent pour la deuxième année de suite en éliminatoires : en Série de division 2009, New York avait éliminé Minnesota trois victoires à zéro.

### Calendrier des rencontres
| Match | Date      | Visiteur            | Hôte                | Score |
| ----- | --------- | ------------------- | ------------------- | ----- |
| 1     | 6 octobre | Yankees de New York | Twins du Minnesota  | 6 - 4 |
| 2     | 7 octobre | Yankees de New York | Twins du Minnesota  | 5 - 2 |
| 3     | 9 octobre | Twins du Minnesota  | Yankees de New York | 1 - 6 |

### Match 1
Mercredi 6 octobre 2010 au Target Field, Minneapolis, Minnesota.
| Yankees de New York | 0 | 0 | 0 | 0 | 0 | 4 | 2 | 0 | 0 | 6 | 9 | 0 |
| Twins du Minnesota | 0 | 2 | 1 | 0 | 0 | 1 | 0 | 0 | 0 | 4 | 8 | 0 |
| Lanceurs partants : NYY : CC Sabathia MIN : Francisco Liriano Vic. : CC Sabathia (1-0) Déf. : Jesse Crain (0-1) Sauv. : Mariano Rivera (1) HRs : NYY : Mark Teixeira (1) MIN : Michael Cuddyer (1) |   |   |   |   |   |   |   |   |   |   |   |   |

Les Twins prennent une rapide avance de 3-0 dans la première partie éliminatoire à être disputée dans l'histoire du Target Field. Les Yankees reviennent de l'arrière avec une poussée de quatre points en début de sixième manche, ce à quoi Minnesota réplique immédiatement avec un point. Mark Teixeira tranche le débat avec un circuit de deux points en septième manche pour New York, aux dépens du lanceur perdant, le releveur Jesse Crain. Si les Yankees ratent plusieurs occasions dans cette rencontre, laissant six coureurs sur les buts, les Twins manquent encore davantage d'opportunisme avec 10 coureurs laissés sur les sentiers, dont sept en position de marquer.

### Match 2
Jeudi 7 octobre 2010 au Target Field, Minneapolis, Minnesota.
| Yankees de New York | 0 | 0 | 0 | 1 | 1 | 0 | 2 | 0 | 1 | 5 | 12 | 0 |
| Twins du Minnesota | 0 | 1 | 0 | 0 | 0 | 1 | 0 | 0 | 0 | 2 | 6  | 0 |
| Lanceurs partants : NYY : Andy Pettitte MIN : Carl Pavano Vic. : Andy Pettitte (1-0) Déf. : Carl Pavano (0-1) Sauv. : Mariano Rivera (2) HRs : NYY : Lance Berkman (1) MIN : Orlando Hudson (1) |   |   |   |   |   |   |   |   |   |   |    |   |

Les deux équipes sont à égalité 2-2 après six manches. En début de septième, Lance Berkman lance les Yankees en avant avec un double qui fait marquer un point. Un autre vétéran, Derek Jeter, suit avec un simple pour donner une avance de deux points à son équipe. New York ajoute un point d'assurance en neuvième pour l'emporter 5-2 et retourner au Yankee Stadium avec les Twins à une défaite de l'élimination.

### Match 3
Samedi 9 octobre 2010 au Yankee Stadium, New York, NY.
| Twins du Minnesota | 0 | 0 | 0 | 0 | 0 | 0 | 2 | 1 | 0 | 1 | 7  | 1 |
| Yankees de New York | 0 | 1 | 1 | 3 | 0 | 0 | 1 | 0 | X | 6 | 12 | 0 |
| Lanceurs partants : MIN : Brian Duensing NYY : Phil Hughes Vic. : Phil Hughes (1-0) Déf. : Brian Duensing (0-1) HRs: NYY : Marcus Thames (1), Nick Swisher (1) |   |   |   |   |   |   |   |   |   |   |    |   |

À son premier départ en carrière en séries éliminatoires, Phil Hughes, des Yankees, blanchit les Twins durant sept manches, au cours desquelles il ne leur accordent que quatre coups sûrs. Après avoir pris une avance rapide dans le match, New York l'emporte 6-1 pour balayer cette série en trois rencontres. Il s'agit de la neuvième victoire de suite des Yankees sur Minnesota en séries éliminatoires. Les Twins n'ont pas battu New York en séries depuis le 5 octobre 2004.